# Dorothea Grünzweig

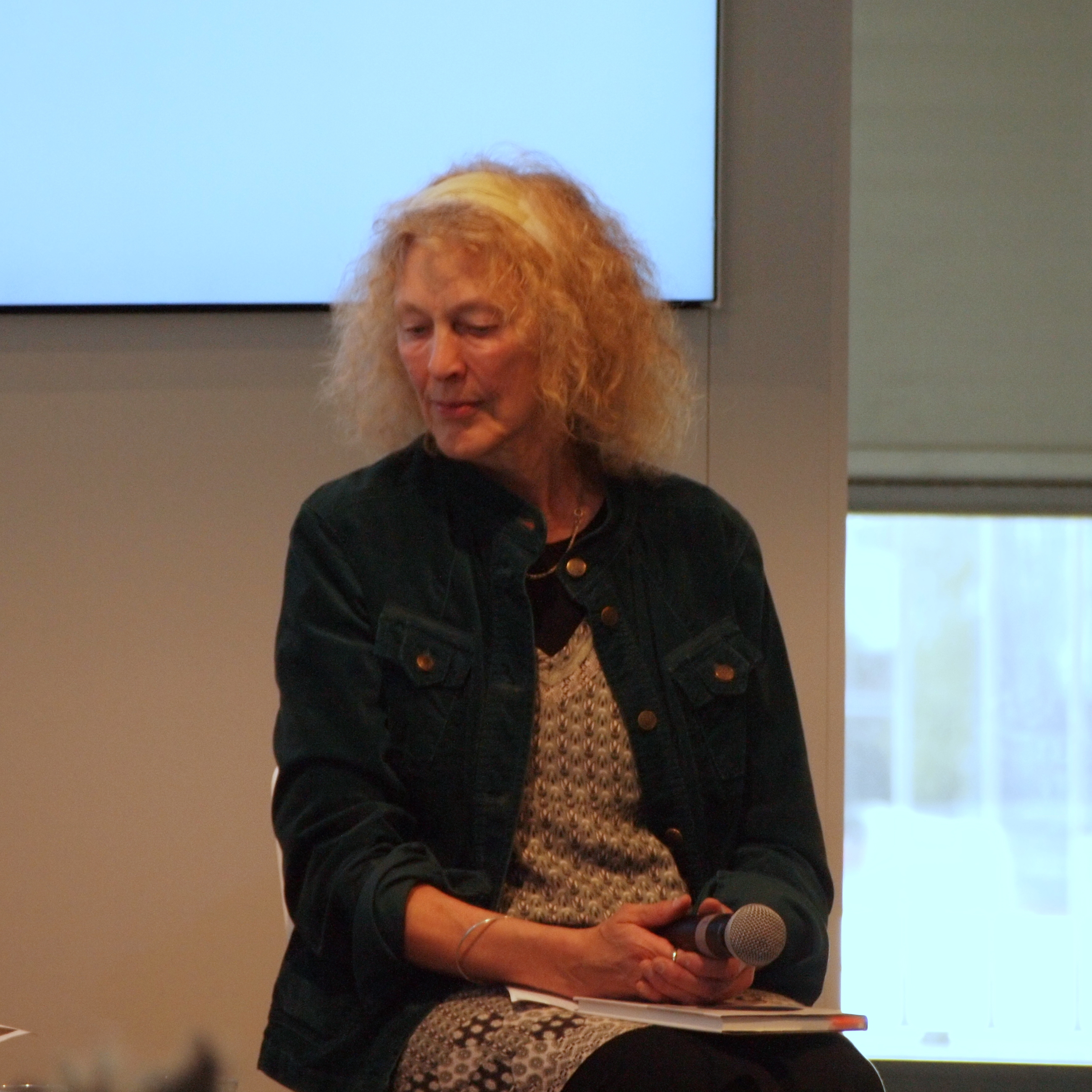
Dorothea Grünzweig auf der Frankfurter Buchmesse 2014

Dorothea Grünzweig (* 25. Dezember 1952 in Korntal bei Stuttgart) ist eine deutsche Schriftstellerin. Sie schreibt vornehmlich Gedichte und Essays zur Literatur. Zudem übersetzt sie Lyrik aus dem Englischen und Finnischen.

## Leben
Grünzweig wuchs als Tochter des Pfarrers Fritz Grünzweig mit ihren zwei Geschwistern in Korntal auf. Sie studierte Germanistik und Anglistik in Tübingen und Bangor (Wales). Anschließend forschte sie an der Universität Oxford zu dem Dichter Gerard Manley Hopkins und war an der schottischen Universität Dundee tätig. Danach kehrte sie nach Deutschland zurück und arbeitete sieben Jahre als Lehrerin an einem Internat in Baden-Württemberg.
1989 zog sie nach Finnland, wo sie neun Jahre lang an der Deutschen Schule in Helsinki unterrichtete. Seit 1998 lebt sie als freie Schriftstellerin und Übersetzerin in Hausjärvi in Südfinnland. Sie übersetzt Lyrik aus dem Englischen, Finnischen und Wogulischen und schreibt Essays zur Literatur. In ihren Gedichten reflektiert sie das Leben im hohen Norden, evoziert Landschaft, Kultur und Sprache, auch Musik, z. B. die der Orgel, der menschlichen Stimme, der Laute der Natur.
1997 debütierte sie mit dem Gedichtband Mittsommerschnitt, für den sie den Lyrikpreis der Stiftung Niedersachsen erhielt, deren Stipendiatin sie war. Darüber hinaus unterstützt sie junge Schriftsteller, so beim Literatur Labor Wolfenbüttel.

## Würdigungen
- 1997 Lyrikpreis der Stiftung Niedersachsen
- 2000 Heinrich-Heine-Stipendium im Literaturhaus Lüneburg
- 2000 Stipendiatin im Künstlerhaus Villa Waldberta
- 2004 Christian-Wagner-Preis
- 2006 Stipendiatin des Künstlerhauses Edenkoben[6]
- 2008 Jahresstipendium für Schriftsteller des Ministeriums für Wissenschaft und Kunst des Landes Baden-Württemberg
- 2010 Anke Bennholdt-Thomsen-Lyrikpreis
- 2018 Kurt Sigel-Lyrikpreis[7]

## Werke
- Mittsommerschnitt. Gedichte. Wallstein Verlag, Göttingen 1997, ISBN 3-89244-243-6.
- Vom Eisgebreit. Gedichte. Wallstein-Verlag, Göttingen 2000, ISBN 3-89244-386-6.
- Insel Seili. Gedichte. In: Wolfenbütteler Lehrstücke zum Zweiten Buch, Band 1, (Lyrik 1997, Vers und Formel), Wallstein Verlag, Göttingen 2003, ISBN 978-3-89244-654-5, eingeschränkte Vorschau in der Google-Buchsuche.
- Glasstimmen lasinäänet. Wallstein-Verlag, Göttingen 2004, ISBN 3-89244-708-X.
- Die Holde der Sprache. Poetologischer Essay, erschienen anlässlich der Preisverleihung des Christian-Wagner-Preises an Dorothea Grünzweig am 6. November 2004 in Leonberg. Ulrich Keicher Verlag, Warmbronn 2004, ISBN 3-932843-93-2.
- Die Auflösung. Gedichte. Wallstein-Verlag, Göttingen 2008, ISBN 978-3-8353-0240-2.
- Poesie und Stille. Schriftstellerinnen schreiben in Klöstern. mit 13 weiteren Autorinnen. Wallstein Verlag, Göttingen 2009, ISBN 978-3-8353-0460-4.
- Sonnenorgeln. Auswahlband inkl. einem Werkstatt-Essay und einer CD (Lesung von Dorothea Grünzweig und Musik auf dem Akkordeon von Antti Leinonen). Wallstein Verlag, Göttingen 2011, ISBN 978-3-8353-2174-8.
- Poesiealbum 311: Dorothea Grünzweig, Lyrikauswahl von Axel Helbig, Märkischer Verlag, Wilhelmshorst 2014, ISBN 978-3-943708-11-0.
- Kaamos Kosmos. Gedichte. Wallstein Verlag, Göttingen 2014, ISBN 978-3-8353-1554-9.
- Plötzlich alles da. Gedichte. Wallstein Verlag, Göttingen 2020, ISBN 978-3-8353-3825-8.

Übersetzungen
- Gedichte aus Finnland: Eronen, Haavikko, Turkka. Auswahl, Übersetzung und Einführung von Dorothea Grünzweig und Gisbert Jänicke. (= Zwischen den Zeilen. Nr. 17). Basel 1999, ISBN 3-905591-19-7.
- Gerard Manley Hopkins: Geliebtes Kind der Sprache. Gedichte übertragen und kommentiert von Dorothea Grünzweig. Edition Rugerup, 2009, ISBN 978-91-89034-21-1.
- Auf dem Rückflug zur Erde. Gerard Manley Hopkins. Eine Einführung in seine poetische Welt. Hörbuch. Sprecher: Helmut Becker und George J. Low. Lyrik-Kabinett, München 2009, ISBN 978-3-938776-25-4.
- Gedichte aus Finnland. (= Poesiealbum Sonderheft). Auswahl und Übersetzung Dorothea Grünzweig, Grafik Eero Järnefelt. Märkischer Verlag, Wilhelmshorst 2014, ISBN 978-3-931329-49-5.